# باکلان لجه‌ای
باکلان لجه‌ای(نام علمی: Phalacrocorax pelagicus) نام یک گونه از سرده باکلان‌های سیاه است.